# SN 2011it
SN 2011it – supernowa typu Ic odkryta 27 listopada 2011 roku w galaktyce PGC0067911. W momencie odkrycia miała maksymalną jasność 16,90m.